# Лэнгле, Альфрид
Альфрид Лэнгле (нем. Alfried Längle; род. 27 марта 1951, Гётцис) — австрийский психолог, психотерапевт. На основе логотерапии и логоанализа разработал новое направление в психотерапии, получившее название персональный экзистенциальный анализ (ПЭА).

## Биография
Альфрид Лэнгле родился 27 марта 1951 года в Гётцисе.
Изучал медицину, философию и психологию в Венском университете. В 1978 году ему было присвоена степень доктора медицины, а в 1982 году доктора философии. В 1983 году А. Лэнгле познакомился с В. Франклом, с которым тесно сотрудничал до 1991 года.
В 1983 году А. Лэнгле основал Международное общество логотерапии и экзистенциального анализа (GLE-International) со штаб-квартирой в Вене, национальные отделения которого находятся в разных странах мира. В 1991 году произошёл разрыв отношений с В. Франклом, который не принял идей А. Лэнгле и вышел из GLE-International, а также отказался от должности почётного президента.
С 2002 по 2010 годы А. Лэнгле занимал должность вице-президента Международной федерации психотерапии. Преподаёт и занимает различные должности во многих университетах мира.
В 2011 году был награждён золотым почётным знаком «За заслуги перед Австрийской Республикой».
Женат на Сильвии Лэнгле, в браке родилось четверо детей.

## Научная деятельность
Опираясь на идеи М. Хайдеггера, В. Франкла и опыт глубинной психологии, Альфрид Лэнгле разработал систему четырёх фундаментальных мотиваций:
- 1 уровень мотивации отвечает на вопрос: «Могу ли я быть в этом мире?». В данной мотивации основное направление работы принять и выдержать.
- 2 уровень мотивации Нравится ли мне жить?
- 3 уровень мотивации Имею ли я право быть таким?
- 4 уровень мотивации Что я должен делать? Данный вопрос направлен на будущее человека, основное направление работы — внесение себя в жизнь[4].

## Публикации на русском языке
- Лэнгле А. Психотерапия — научный метод или духовная практика? О соотношении между имманентным и трансцендентным на примере экзистенциального анализа // «Московский психотерапевтический журнал», 2003, № 2.
- Лэнгле А. Жизнь, наполненная смыслом. Прикладная логотерапия. — М.: «Генезис», 2004.
- Лэнгле А. Person. Экзистенциально-аналитическая теория личности. — М.: «Генезис», 2006.
- С собой и без себя. Практика экзистенциально-аналитической психотерапии. — М.: Генезис, 2009. (Сборник статей А. Лэнгле и психотерапевтов его школы.)
- Лэнгле А. Что движет человеком? Экзистенциально-аналитическая теория эмоций. — М.: «Генезис», 2009.
- Лэнгле А. Эмоции и экзистенция. — Харьков: «Гуманитарный центр», 2011.
- Лэнгле А. Виктор Франкл. Портрет. — М.: «РОССПЭН», 2011.
- Лэнгле А. Дотянуться до жизни… Экзистенциальный анализ депрессии. — М.: «Генезис», 2013.
- Лэнгле А. Основы экзистенциального анализа. — СПб.: Питер, 2022. — 288 с. — ISBN 978-5-4461-1848-9.